# Vocabolario illustrato della lingua italiana
Il Vocabolario illustrato della lingua italiana è un dizionario di italiano di Giacomo Devoto e Gian Carlo Oli, la cui prima edizione fu pubblicata da Selezione dal Reader's Digest nel 1967. Dall'opera trae origine il classico Devoto-Oli, dizionario della lingua italiana apparso per l'Editore Le Monnier ininterrottamente dal 1971. Invece, il Vocabolario illustrato è esaurito: l'ultima edizione pubblicata risale al 1997.

## Caratteristiche
È diviso in 2 volumi (A-L e M-Z). 
La maggior parte dei lemmi è corredata anche d'una precisa nota etimologica.
Sono presenti numerose figure in bianco e nero e una serie di tavole a colori (36 nel primo volume e 32 nel secondo).
Al termine del secondo volume nelle numerose ristampe c'è un supplemento di voci e accezioni nuove italiane e straniere (A-Z), edito per la prima volta nel 1980.

## Edizioni
- Vocabolario illustrato della lingua italiana. Selezione dal Reader's Digest, 2 voll. (vol. I: A-L, vol. II: M-Z), Firenze-Milano, Casa Editrice Felice Le Monnier, 1967 - IX ristampa 1976.
- Nuovo vocabolario illustrato della lingua italiana. Selezione dal Reader's Digest, Milano, Le Monnier, 1988, ISBN 978-88-005-1097-4.
- Nuovissimo vocabolario illustrato della lingua italiana, Collana Scuola e famiglia, Camuzzi Editoriale, 1997, ISBN 978-88-704-5210-5.